# Ascochyta kleinii
Ascochyta kleinii är en svampart som beskrevs av Bubák 1907. Ascochyta kleinii ingår i släktet Ascochyta, ordningen Pleosporales, klassen Dothideomycetes, divisionen sporsäcksvampar och riket svampar.   Inga underarter finns listade i Catalogue of Life.